# Université de Boston
 (avril 2022).
Si vous disposez d'ouvrages ou d'articles de référence ou si vous connaissez des sites web de qualité traitant du thème abordé ici, merci de compléter l'article en donnant les références utiles à sa vérifiabilité et en les liant à la section « Notes et références ».
L’université de Boston (en anglais, Boston University, BU) est une université américaine, située à Boston. Composée d'environ 4 000 professeurs et de plus de 33 000 étudiants, Boston University est la quatrième plus grande université privée des États-Unis, ainsi que le quatrième employeur de la ville de Boston.
L'université est l'une des plus célèbres et prestigieuses du pays, et attire des étudiants du monde entier. Parmi ses professeurs et anciens élèves, BU compte 8 lauréats du prix Nobel, dont Martin Luther King, Jr. (Ph.D. '55), 23 lauréats du prix Pulitzer, et de nombreux boursiers Guggenheim et MacArthur. BU est classé comme un "RU / VH Research University" (très haute activité de recherche) dans la classification Carnegie des établissements d'enseignement supérieur. En 2009-2010, les dépenses de recherche étaient de 407,8 millions de dollars, ou 553 millions de dollars en incluant la recherche menée par la faculté médicale à Boston Medical Center. BU est un membre du Consortium Boston pour l'enseignement supérieur.

## Campus
Le campus principal se situe le long de la Rivière Charles entre les quartiers Fenway-Kenmore et Allston de Boston. Le campus médical se trouve à côté du quartier de South End de la ville de Boston.

## Admission/démographie
Boston University figure parmi les universités les plus compétitives. Pour la rentrée 2012-2013, 52 543 élèves ont déposé leur candidature. Seulement 4 800 finissent par la fréquenter, soit 7,32 % des candidats. La note moyenne au lycée des élèves admis est de A-. En moyenne, les candidats acceptés font partie des premiers 9 % de leur classe.

## Éducation

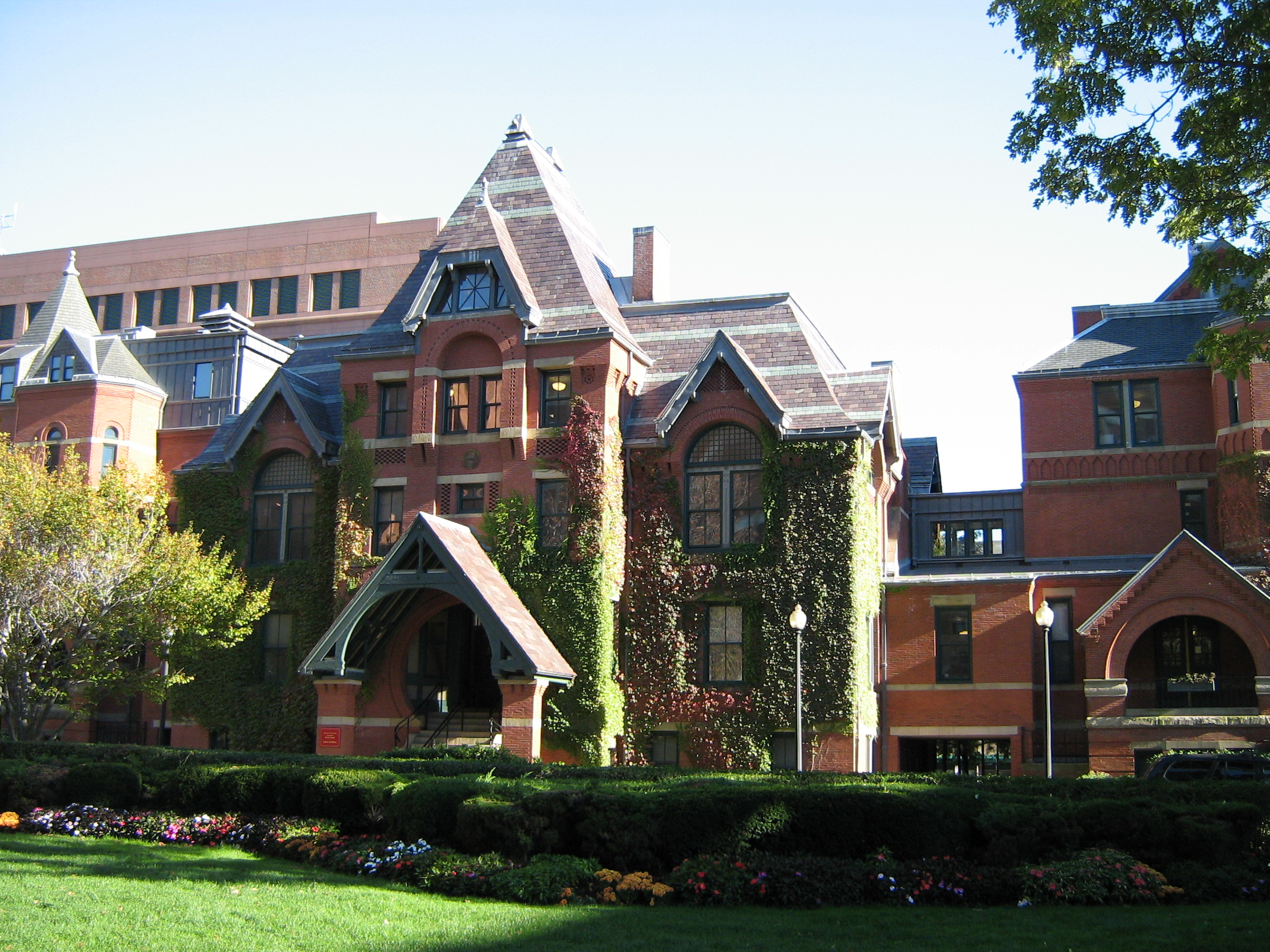
Le Talbot Building (Boston University School of Public Health).

### Écoles
L'université offre des diplômes, des maîtrise et des doctorats, ainsi que des diplômes médicaux et dentaires à travers 21 écoles sur les deux campus urbain.
BU propose également près de 75 programmes d'études à l'étranger dans plus de 33 villes dans plus de 20 pays et propose des possibilités de stages dans 10 pays différents (y compris les États-Unis et l'étranger).

### Collèges d'enseignement
L'université de Boston est divisée en 21 facultés et écoles d'enseignement plus ou moins spécialisés dans un domaine.

### Classement
QS World University Rankings classe Boston University 20e à l'échelle nationale en 2009. L'université fait aujourd’hui partie des 50 meilleures université au monde, respectivement 46e selon le journal britannique Times Higher Education, consacré à l'enseignement supérieur.
Selon U.S. News & World Report, le département d'Ingénierie Biomédical occupe le 6e rang aux États-Unis au même titre que le Massachusetts Institute of Technology, figurant comme l'un des leaders mondiaux dans ce domaine.

### Coût des études
Les frais de scolarité sont comparables à ceux des autres grandes universités américaines. Ils dépendent de la formation choisie ainsi que du niveau d'études et de divers autres critères. Par exemple, en 2010-2011, les étudiants de premier cycle paient environ 39 314 dollars par an. Il existe différents systèmes de bourses et d'aides. L'année universitaire coûte 52 574 $ (avec l'hébergement sur le campus - obligatoire la première année –, etc.).

### Déflation des notes
The New York Times a découvert[Quand ?] que les notes des élèves de BU augmentaient lentement par rapport à d'autres établissements rivaux. Actuellement, la moyenne générale d'un élève de premier cycle à BU est de 3,04 sur 4, comparée à 3,35 pour Boston College, 3,41 pour New York University ou encore 3.45 pour Harvard. The Times a publié un article explorant l'existence d'une déflation des notes.

## Personnalités liées à l'université

### Professeurs
- C. K. Williams, poète, essayiste, universitaire.

### Étudiants
- Elizabeth Alexander, poète, écrivaine et universitaire ;
- Myrtle Bachelder, chimiste ;
- Ellen Bass, écrivaine ;
- Annissa Essaibi George, femme politique tuniso-américaine ;
- Joyce Gabiola, archiviste et activiste ;
- Delphine Traoré Maidou, personnalité burkinabé ;
- Jessica Rinaldi, photojournaliste ;
- Aamer Sarfraz, homme d'affaires et homme politique anglo-pakistanais ;
- Maggie Siner, peintre et professeure de peinture ;
- Nada Sehnaoui, artiste plasticienne ;
- Karen Seto, géographe.

## Sports
Les Terriers de Boston sont en lice dans la NCAA Division I. Leur mascotte est Rhett, le Boston Terrier. L'université de Boston est bien connu pour le hockey masculin, dans lequel il a remporté cinq championnats nationaux.